# Sveti Andrija (Rovinj)
Sveti Andrija je naseljeni otočić uz zapadnu obalu Istre, ispred Rovinja, oko 1 km južno od rta Kurent. Dio je Rovinjskog otočja. Umjetnim spajanjem otoka Maškin i Sveti Andrija nastao je Crveni otok. Od Rovinja je udaljen 10 do 15 minuta vožnje brodom.
Površina otoka je 144.164 m2, duljina obalne crte 2002 m, a visina 14 metara.
U Državnom programu zaštite i korištenja malih, povremeno nastanjenih i nenastanjenih otoka i okolnog mora Ministarstva regionalnoga razvoja i fondova Europske unije, svrstan je kao "otočić". Pripada Gradu Rovinju.

## Povijest
Smatra se da je otočić Sveti Andrija već u pretpovijesno doba bio naseljen. U antici je bio naseljen, o čemu svjedoče ostatci rimskih zidova koji su danas pod morem. U VI. stoljeću benediktinci podižu na njemu prvu crkvu tlocrta grčkog križa i utemeljuju samostan. Osnivač je ravennski nadbiskup sv. Maksimijan. Na otoku ostaju na njemu sve do XIII. stoljeća kada napuštaju Svetog Andriju. Iz tog razdoblja ostali su sačuvani ostaci predromaničke crkve iz IX. stoljeća čije zidove su nekada krasile freske iz karolinških vremena. Sredinom XV. stoljeća otok je predan franjevcima opservantima koji su obnovili crkvu i samostan. Prvi gvardijan bio je sv. Ivan Kapistran. Opservanti su ostali do dolaska Francuza 1809. Od tad počinje propadanje crkve i samostana. Iste je godine samostan ukinut, a 1820. prodan i pretvoren u uljaru. Godine 1891. obitelj Huetterott kupila je otok. Samostan je preuredila u obiteljski dvorac-ljetnikovac koji su opremili umjetninama. Otok su preuredili u park u kojem su zasadili mnogobrojne biljke iz cijeloga svijeta, njih preko 180. Zbog toga je Sveti Andrija bio omiljeno odredište gostima iz cijele Austro-Ugarske. Veliko srpanjsko nevrijeme 2000. uništilo je mnogo stoljetnih borova i drugih stabala.
Godine 1892. godine na Svetom Andriji pokrenuta je tvornica cementa i vapna, za čije je potrebe crkveni zvonik poslužio kao dimnjak. Od srednjovjekovne benediktinske crkve sačuvan je središnji dio, koji je u 19. st. uklopljen u stambenu vilu, a danas se u njemu nalazi mali pomorski muzej. 
Otok je propadao između dvaju svjetskih ratova. Nacionaliziran je poslije 1945. Turistički kompleks sagrađen je 1969. godine. Privatiziran 1990-ih. Na otoku su danas bogati turistički sadržaji, manja lučica za nautičare s mogućnošću veza i hotel Istra, čija je depandansa ljetnikovac obitelji Huetterott, u sklopu kojeg se nalazi pomorski muzej. Sveti Andrija danas se sustavno obnavlja u arhitektonskom i prirodnom pogledu.

## Vanjske poveznice
|  | Zajednički poslužitelj ima još gradiva o temi Sveti Andrija (Rovinj) |